# Sulke de Rogaland
Sulke fue un caudillo vikingo, rey de Rogaland en el sur de Noruega, en la segunda mitad del siglo IX. Sulke era hermano del jarl Sote quienes se aliaron con el rey de Agder Kjotve el Rico quien, junto con otros caudillos fueron los principales instigadores y líderes del levantamiento contra el rey Harald I de Noruega que culminó en la batalla de Hafrsfjord donde se enfrentaron con 30 naves pero fueron derrotados y tuvieron que escapar; muchos de sus aliados murieron en esa batalla.